# Musée du Général Leclerc de Hauteclocque et de la Libération de Paris - musée Jean-Moulin
Pour les articles homonymes, voir Jean Moulin (homonymie).
Le musée du Général Leclerc de Hauteclocque et de la Libération de Paris - musée Jean-Moulin était un des quatorze musées de la ville de Paris gérés depuis le 1er janvier 2013 par l'établissement public administratif Paris Musées.
Ce double musée était consacré à Philippe Leclerc de Hauteclocque et à Jean Moulin, deux personnalités de la France libre durant la Seconde Guerre mondiale. À travers leur destin, le musée présentait le cours de la guerre, le sort de la France occupée et l'action de la Résistance.
Il est inauguré en 1994, au-dessus de la gare Montparnasse, face au jardin Atlantique, dans le 15e arrondissement de Paris. Peu fréquenté, il est décidé de le déplacer et de moderniser dans un nouveau site, les pavillons Ledoux restaurés et un bâtiment adjacent, place Denfert-Rochereau.
Il rouvre donc en août 2019 pour le 75e anniversaire de la libération de Paris sous le nom : musée de la Libération de Paris - musée du Général Leclerc - musée Jean-Moulin.

## Histoire
Installé dans un bâtiment conçu par Jean Willerval initialement destiné à accueillir des commerces, le musée se trouve sur une dalle en surplomb de la gare Montparnasse, où la reddition du général Dietrich von Choltitz, gouverneur militaire de la garnison allemande de Paris, fut signée le 25 août 1944. Le quartier du Montparnasse était par ailleurs le quartier de prédilection de Jean Moulin, qui l'a fréquenté dans les années 1930. Ces deux points expliquent en partie l'emplacement du musée.
À l'occasion du cinquantenaire de la libération de Paris, le mémorial du maréchal Leclerc de Hauteclocque et de la libération de Paris est inauguré par le Premier ministre Édouard Balladur le 24 août 1994, suivi par le musée Jean-Moulin le 3 septembre 1994. Il devient en 2011 le musée du Général Leclerc de Hauteclocque et de la Libération de Paris.
À cause, entre autres, de son manque de visibilité, avec moins de 15 000 visiteurs par an, il est décidé, courant 2015, de transférer le musée au niveau de la place Denfert-Rochereau, dans la barrière Ledoux ouest, au dessus de l'ancien QG d'Henri Rol-Tanguy pour une inauguration prévue le 25 août 2019, soit pour les 75 ans de la libération de Paris,. En vue de ce transfert, le musée a fermé ses portes le 1er juillet 2018. L'ancien site ainsi libéré fait l'objet d'un projet de surélévation et de transformation en habitations et bureaux.

## Collections
Cet établissement à double appellation était consacré à Philippe Leclerc de Hauteclocque (général Leclerc, élevé après sa mort à la dignité de maréchal de France), un des principaux chefs militaires de la France libre durant la Seconde Guerre mondiale, et à Jean Moulin, préfet et résistant, envoyé par le général de Gaulle pour unifier les mouvements de la Résistance.
Le musée est né du legs d’Antoinette Sasse, peintre résistante et amie de Jean Moulin, qui avait posé comme condition la création d'un musée consacré au chef de la Résistance, et d'un autre de la fondation Maréchal-Leclerc-de-Hauteclocque : le musée présentait la collection historique de la fondation, conservée au quartier Gramont à Saint-Germain-en-Laye jusqu'en 1994.
Fermé au public, le musée était situé au 23, allée de la 2e-Division-Blindée, sur le jardin Atlantique, dans le 15e arrondissement de Paris. La 2e division blindée (2e DB) est l'unité militaire de l'arme blindée et cavalerie créée pendant la Seconde Guerre mondiale par le général Philippe Leclerc.